# Вале Канобина
Ва̀ле Канобѝна (на италиански: Valle Cannobina) е община в Северна Италия, провинция Вербано-Кузио-Осола, регион Пиемонт. Административен център на общината е село Лунеко (Lunecco), което е разположено на 405 m надморска височина. Населението на общината е 490 души (към 2019 г.).
Общината е създадена в 1 януари 2019 г. Тя се състои от предшествуващите общини Кавальо-Споча, Курсоло-Орасо и Фалмента.